# Rolando Blackman
Rolando Antonio Blackman (Panama, 26 febbraio 1959) è un ex cestista, allenatore di pallacanestro e dirigente sportivo panamense con cittadinanza statunitense, professionista nella NBA, in Grecia e in Italia. Fino al 2017 è stato direttore dello sviluppo dei giocatori per i Dallas Mavericks.

## Carriera

### College
Cresciuto a Brooklyn, New York, Blackman si iscrive alla Kansas State University, dove gioca sotto la guida di Jack Hartman. A Kansas State, Blackman ottiene molti riconoscimenti: nel 1980 viene nominato giocatore dell'anno e All-American nella Big Eight Conference; viene scelto tre volte nella selezione dell'All-Big Eight e altrettante volte vince il titolo di difensore dell'anno della Big Eight Conference; segna 1844 punti in carriera (secondo di sempre a Kansas State); chiude con una percentuale al tiro del 51,7%.
Prima del suo anno da senior, Blackman viene selezionato nella squadra di basket per le Olimpiadi del 1980, che non partirà per Mosca in seguito al boicottaggio deciso dal presidente Jimmy Carter.
Molti anni dopo la sua uscita di scena dalla scuola, nel 1996, quando la Big Eight è diventata Big Twelve Conference, Blackman viene nominato nell'AP All-Time All-Big Eight.

### NBA
Rolando Blackman viene scelto dai Mavericks al primo giro (9ª scelta) nel 1981. In undici stagioni con i Mavericks, Blackman viene convocato quattro volte per l'All Star Game e in sei occasioni raggiunge i play-off. Segna 16.643 punti e 6.487 tiri liberi, entrambi gli score sono stati record della franchigia prima di essere battuti da Dirk Nowitzki.
Blackman gioca le ultime due stagioni nella NBA con i New York Knicks. Si ritira dai pro nella stagione 1993-94, dopo aver realizzato un totale di 17.623 punti, 3.287 rimbalzi e 2.981 assist. Blackman è il 60º di sempre nella storia della NBA per punti segnati in carriera (subito dietro Magic Johnson). Il suo numero 22 è stato ritirato dai Mavericks l'11 marzo 2000.

### Europa
Rolando Blackman firma per i greci dell'AEK Atene a metà della stagione 1994-95. L'anno dopo si trasferisce all'Olimpia Milano, con il quale vince prima la Coppa Italia (firmando 28 punti nella finalissima contro la Mash Verona) e poi il Campionato (segnandone 19 in gara 4 contro la Fortitudo Bologna). Chiude la carriera a Milano con 596 punti (14,9 di media a partita).
La stagione 1996-97 gioca con i francesi del Limoges.

## Statistiche

### NBA

#### Regular Season
| Anno      | Squadra          | PG  | PT  | MP   | TC%  | 3P%  | TL%  | RP  | AP  | PRP | SP  | PP   |
| --------- | ---------------- | --- | --- | ---- | ---- | ---- | ---- | --- | --- | --- | --- | ---- |
| 1981-1982 | Dallas Mavericks | 82  | 16  | 24,1 | 51,3 | 25,0 | 76,8 | 3,1 | 1,3 | 0,6 | 0,4 | 13,3 |
| 1982-1983 | Dallas Mavericks | 75  | 62  | 31,3 | 49,2 | 20,0 | 78,0 | 3,9 | 2,5 | 0,5 | 0,4 | 17,7 |
| 1983-1984 | Dallas Mavericks | 81  | 81  | 37,3 | 54,6 | 9,1  | 81,2 | 4,6 | 3,6 | 0,7 | 0,5 | 22,4 |
| 1984-1985 | Dallas Mavericks | 81  | 80  | 35,0 | 50,8 | 30,0 | 82,8 | 3,7 | 3,6 | 0,8 | 0,2 | 19,7 |
| 1985-1986 | Dallas Mavericks | 82  | 81  | 34,0 | 51,4 | 13,8 | 83,6 | 3,5 | 3,3 | 1,0 | 0,3 | 21,5 |
| 1986-1987 | Dallas Mavericks | 80  | 80  | 34,5 | 49,5 | 33,3 | 88,4 | 3,5 | 3,3 | 0,8 | 0,3 | 21,0 |
| 1987-1988 | Dallas Mavericks | 71  | 69  | 36,3 | 47,3 | 0,0  | 87,3 | 3,5 | 3,7 | 0,9 | 0,3 | 18,7 |
| 1988-1989 | Dallas Mavericks | 78  | 78  | 37,8 | 47,6 | 35,3 | 85,4 | 3,5 | 3,7 | 0,8 | 0,3 | 19,7 |
| 1989-1990 | Dallas Mavericks | 80  | 80  | 36,7 | 49,8 | 30,2 | 84,4 | 3,5 | 3,6 | 1,0 | 0,3 | 19,4 |
| 1990-1991 | Dallas Mavericks | 80  | 80  | 37,1 | 48,2 | 35,1 | 86,5 | 3,2 | 3,8 | 0,9 | 0,2 | 19,9 |
| 1991-1992 | Dallas Mavericks | 75  | 74  | 33,7 | 46,1 | 38,5 | 89,8 | 3,2 | 2,7 | 0,7 | 0,3 | 18,3 |
| 1992-1993 | N.Y. Knicks      | 60  | 33  | 23,9 | 44,3 | 42,5 | 78,9 | 1,7 | 2,6 | 0,4 | 0,2 | 9,7  |
| 1993-1994 | N.Y. Knicks      | 55  | 1   | 17,6 | 43,6 | 35,7 | 90,6 | 1,7 | 1,4 | 0,5 | 0,1 | 7,3  |
| Carriera  | Carriera         | 980 | 815 | 32,7 | 49,3 | 34,3 | 84,0 | 3,3 | 3,0 | 0,7 | 0,3 | 18,0 |

#### Playoffs
| Anno     | Squadra          | PG | PT | MP   | TC%  | 3P%  | TL%  | RP  | AP  | PRP | SP  | PP   |
| -------- | ---------------- | -- | -- | ---- | ---- | ---- | ---- | --- | --- | --- | --- | ---- |
| 1984     | Dallas Mavericks | 10 | -  | 39,7 | 53,1 | -    | 84,1 | 4,1 | 4,0 | 0,6 | 0,4 | 23,9 |
| 1985     | Dallas Mavericks | 4  | 4  | 42,3 | 51,1 | 50,0 | 94,7 | 6,5 | 4,8 | 0,5 | 0,5 | 32,8 |
| 1986     | Dallas Mavericks | 10 | 10 | 37,1 | 49,7 | 0,0  | 79,2 | 3,5 | 3,2 | 0,8 | 0,1 | 20,8 |
| 1987     | Dallas Mavericks | 4  | 4  | 38,3 | 49,3 | 0,0  | 91,7 | 3,5 | 4,3 | 0,5 | 0,0 | 23,5 |
| 1988     | Dallas Mavericks | 17 | 17 | 39,5 | 48,3 | 0,0  | 88,7 | 3,2 | 4,5 | 0,9 | 0,2 | 18,1 |
| 1990     | Dallas Mavericks | 3  | 3  | 42,3 | 44,4 | 40,0 | 100  | 3,0 | 4,3 | 2,0 | 0,7 | 20,0 |
| 1993     | N.Y. Knicks      | 15 | 0  | 14,3 | 34,4 | 26,7 | 83,3 | 1,1 | 1,1 | 0,2 | 0,1 | 4,2  |
| 1994     | N.Y. Knicks      | 6  | 0  | 5,7  | 27,3 | 50,0 | -    | 0,5 | 0,5 | 0,0 | 0,0 | 1,3  |
| Carriera | Carriera         | 69 | 38 | 31,0 | 48,4 | 29,0 | 86,9 | 2,9 | 3,1 | 0,6 | 0,2 | 16,1 |

## Dopo il ritiro
Nel 2000 Blackman viene contattato dai Dallas Mavericks per il ruolo di coordinatore della difesa sotto coach Don Nelson. L'anno dopo diventa assistant-coach della Nazionale tedesca, che vince il bronzo ai Campionato mondiali del 2002 a Indianapolis. Nella stagione NBA 2004-05, Blackman viene assunto in qualità di commentatore di una delle televisioni legate ai Mavericks con Matt Pinto e Bob Ortegel. Nella stagione successiva Blackman torna sulla panchina di Dallas per la sua prima stagione da assistant-coach nella NBA. Nel 2006 diventa direttore dello sviluppo dei giocatori.

## Palmarès

### Squadra
- Campionato italiano: 1

Olimpia Milano: 1995-96
- Coppa Italia: 1

Olimpia Milano: 1996

### Individuali
- NCAA AP All-America Third Team (1980)
- 4 volte NBA All-Star (1985, 1986, 1987, 1990)
- MVP Coppa Italia Serie A: 1

Olimpia Milano: 1996
- Il suo numero 22 è stato ritirato dai Dallas Mavericks